# Clossiana pittionii
Clossiana pittionii är en fjärilsart som beskrevs av Nitsche 1926. Clossiana pittionii ingår i släktet Clossiana och familjen praktfjärilar. Inga underarter finns listade i Catalogue of Life.